# Visa Hongisto
Visa Veli Hongisto, né le 9 avril 1987 à Valkeala, est un athlète finlandais, spécialiste du 200 m.

## Carrière
En 2004, à 16 ans, il remporte le 200 m avec un record de Finlande junior (21 s 70). À Debrecen, il remporte les Championnats d'Europe espoirs 2007. En 2004, à Grosseto, il court en 21 s 23 (4e en demi-finale).
Il participe aux Jeux olympiques à Pékin, où il réalise 20 s 62 en séries, et 20 s 76 en quarts de finale.
Son meilleur temps sur 200 mètres est de 20 s 56, obtenu à Osaka le 28 août 2007.
Sa mère, Eeva Haimi avait été championne de Finlande du 400 m, huit fois d'affilée de 1962 à 1969 et avait battu 11 records nationaux.

### Palmarès
| Année | Compétition                   | Lieu     | Résultat | Épreuve   | Performance |
| ----- | ----------------------------- | -------- | -------- | --------- | ----------- |
| 2005  | Championnats d’Europe junior  | Kaunas   | 5e       | 100 m     | 10 s 76     |
| 2005  | Championnats d’Europe junior  | Kaunas   | 4e       | 200 m     | 21 s 42     |
| 2005  | Championnats d’Europe junior  | Kaunas   | 3e       | 4 x 100 m | 40 s 29     |
| 2007  | Championnats d’Europe espoirs | Debrecen | 1er      | 200 m     | 20 s 84     |
| 2007  | Championnats d’Europe espoirs | Debrecen | 3e       | 4 x 100 m | 39 s 53     |